# هرثمة (اسم)
هرثمة هو اسم علم مذكر من أصل عربي، ومعناه هو مؤنث تأنيثًا مجازيًا فتحة الأنف ما بين الشفة والأنف، التقعر فوق الشفة، الأسد، السواد بين فتحتي أنف الكلب والأسدوهرثمة بن أعين ( ت 200 هـ) قائد عربي شجاع.

## شخصيات تحمل الاسم
- هرثمة بن أعين (القرن 8 – 816)

## وصلات خارجية
- موسوعة السلطان قابوس لأسماء العرب